# Simon Emil Ammitzbøll-Bille
Simon Emil Ammitzbøll-Bille (født Simon Emil Ammitzbøll 20. oktober 1977 i Hillerød) er en dansk politiker, der tidligere var medlem af Folketinget, valgt i Københavns Storkreds. I Folketinget har han repræsenteret Radikale Venstre 2005-08, været løsgænger 2008-09, repræsenteret Liberal Alliance 2009-19 og endnu engang været løsgænger 2019-2022. I Liberal Alliance var han mangeårig politisk ordfører og gruppeformand, indtil han blev økonomi- og indenrigsminister i regeringen Lars Løkke Rasmussen III, der sad fra 28. november 2016 til 27. juni 2019.
Den 22. oktober 2019 udmeldte han sig af Liberal Alliance og blev dermed igen løsgænger i Folketinget.
Den 7. november 2019 stiftede han det borgerlige parti Fremad sammen med Christina Egelund, men dette blev nedlagt igen 8. oktober 2020, og han fortsatte derefter som løsgænger og genopstillede ikke til folketingsvalget 2022.
Ammitzbøll har en bachelorgrad i socialvidenskab fra Roskilde Universitet fra 2003.

## Politisk karriere

### Radikal Ungdom og Radikale Venstre
Fra 2000 til 2003 var Simon Emil Ammitzbøll landsformand for Radikal Ungdom. Han blev opstillet til Folketinget i Næstvedkredsen i 2003 og i Vordingborgkredsen i 2004 og blev valgt ved valget 8. februar 2005 og genvalgt ved valget 13. november 2007.
Mellem 2005 og 2008 repræsenterede han Radikale Venstre i Folketinget. Han meldte sig 8. oktober 2008 ud af Det Radikale Venstre og var i en kort periode løsgænger.

### Borgerligt Centrum
Den 4. januar 2009 offentliggjorde Ammitzbøll, at han ville stifte et nyt parti, og to dage senere blev Borgerligt Centrum præsenteret ved et pressemøde på Christiansborg som et centrum-højre-parti med udgangspunkt i liberale og humanistiske værdier. Efter blot fem måneder tilsluttede såvel Ammitzbøll som de fleste andre partimedlemmer sig imidlertid den 16. juni 2009 Liberal Alliance og forlod dermed Borgerligt Centrum, der et par år senere blev endeligt nedlagt.

### Liberal Alliance
Liberal Alliance havde på dette tidspunkt kun to medlemmer i Folketinget, nemlig Anders Samuelsen og Villum Christensen. Simon Emil Ammitzbøll blev straks ved indtrædelsen politisk ordfører for partiet og fra 2010 tillige gruppeformand. Begge poster beholdt han, indtil han udnævntes til økonomi- og indenrigsminister, da Liberal Alliance gik i regering med Venstre og de konservative i 2016.
Han blev valgt til Folketinget ved folketingsvalget den 15. september 2011 for Liberal Alliance i Københavns Storkreds.

### Brud med Liberal Alliance
Ved folketingsvalget 2019 tabte Liberal Alliance ni af sine hidtidige 13 mandater, og partiformand Anders Samuelsen mistede sit folketingsmandat. Han gik derpå af som formand og pegede på Ammitzbøll-Bille som sin efterfølger. Det samme gjorde den hidtidige gruppeformand Christina Egelund, der heller ikke opnåede genvalg. Ifølge Weekendavisen forsøgte Ammitzbøll-Bille også at gå efter formandsposten, men kunne ikke skabe opbakning til sit kandidatur, og i stedet blev den nyvalgte Alex Vanopslagh valgt til politisk leder.
I de følgende måneder luftede Ammitzbøll-Bille flere gange sin frustration over partiets linje under den nye ledelse. En gruppe hovedbestyrelsesmedlemmer klagede i et brev i efteråret 2019 til ledelsen over hans adfærd, og den 22. oktober 2019 meddelte han, at han havde meldt sig ud af Liberal Alliance.
Ammitzbøll-Bille ville efter udmeldelsen ikke svare klart på, om han ville opgive sit mandat, fortsætte som løsgænger, melde sig ind i et andet parti eller starte et nyt. Det fik efter udmeldelsen flere kommentatorer til at spekulere i, om han ville danne et nyt parti sammen med Christina Egelund, der havde meldt sig ud af LA to dage før Ammitzbøll-Bille.

## Fremad
Den 7. november 2019 stiftede han det borgerlige parti Fremad sammen med Christina Egelund.
Den 8. oktober 2020 offentliggjorde han, at det nye parti Fremad blev nedlagt pga. det omfattende arbejde med det nye parti, og han fortsatte som løsgænger. Partiet nåede at indsamle 3.773 vælgererklæringer, langt fra de 20.000 nødvendige.

## Tillidshverv
- Formand for Kronprinsesse Ingrids Fond fra 2007 til 2016.
- Formand for Krogerup Højskoles bestyrelse fra 2007 til 2016, næstformand 2004-2007, medlem af bestyrelsen fra 1999.
- Medlem af styrelsen for Dansk Ungdoms Fællesråd 2003-2005.
- Medlem af Det Radikale Venstres forretningsudvalg og hovedbestyrelse 2000-2004.
- Landsformand for Radikal Ungdom 2000-2003[2].

Derudover var Simon Emil Ammitzbøll-Bille formand for Folketingets Ligestillingsudvalg i 2011-2012, og han har tidligere været medlem af bestyrelsen i virksomheden Sarbo Ventures. I perioden 1. oktober 2016 til 28. november 2016 var han statsrevisor.

## Privatliv
Simon Emil Ammitzbøll-Bille var gift med Henning Olsen fra 2005 til august 2016, hvor Olsen afgik ved døden efter en langvarig kamp mod kræft. Parret blev viet af Klaus Bondam.
Ammitzbøll-Bille har siden sommeren 2017 dannet par med Kristine Bille, som han inden da havde været venner med i 15 år. De offentliggjorde i oktober 2017, at de ventede deres første barn . De blev gift den 18. november 2017, og Simon Emil Ammitzbøll-Bille tilføjede i denne forbindelse Bille til sit efternavn. I maj 2018 fik de deres første datter. Parret fik deres anden datter i april 2020.

## Andet
Simon Emil Ammitzbøll deltog i 2004 i TV2 Zulus realityprogram FC Zulu, hvor tidligere fodboldspiller Mark Strudal trænede et hold unge mænd, der aldrig havde spillet fodbold, til at spille en fodboldkamp mod FCK-spillere.

## Publikationer
- Redaktør af jubilæumsbogen "Tidens Tanker", 2001.
- Medredaktør (sammen med Erik Boel) af antologien "Europa i alle palettens farver", 2007[2].
- Medforfatter på bogen Jelved – Som det var, skrevet i samarbejde med Marianne Jelved, 2025[23].